# Rukomet na OI 2012. – sastavi (žene)

## Skupina A

### Crna Gora
| Ime i prezime       | Klub              |
| ------------------- | ----------------- |
| Marina Vukčević     | Budućnost         |
| Radmila Miljanić    | Budućnost         |
| Jovanka Radičević   | Győri Audi        |
| Ana Đokić           | Budućnost         |
| Marija Jovanović    | CS Oltchim Vâlcea |
| Ana Radović         | Budućnost         |
| Anđela Bulatović    | Budućnost         |
| Sonja Barjaktarović | Budućnost         |
| Maja Savić          | Budućnost         |
| Bojana Popović      | Budućnost         |
| Jasna Tošković      | Békéscsabai Előre |
| Suzana Lazović      | Budućnost         |
| Katarina Bulatović  | Budućnost         |
| Majda Mehmedović    | Budućnost         |
| Milena Knežević     | Budućnost         |
| Dragan Adžić        |                   |

### Rusija
| Ime i prezime         | Klub              |
| --------------------- | ----------------- |
| Ljudmila Postnova     | Zvezda Zvenigorod |
| Liudmila Bodnieva     | Krim              |
| Ekaterina Davidenko   | Lada Togliatti    |
| Olga Levina           | Dinamo Volgograd  |
| Ana Sedojkina         | Dinamo Volgograd  |
| Natalija Šipilova     | Lada Togliatti    |
| Marija Sidorova       | Lada Togliatti    |
| Nadežda Muravjeva     | Lada Togliatti    |
| Ekaterina Vetkova     | CS Oltchim Vâlcea |
| Viktorija Žilinskajte | Lada Togliatti    |
| Jekaterina Marenikova | Lada Togliatti    |
| Irina Bližnova        | Lada Togliatti    |
| Emiliia Turei         | Rostov-Don        |
| Tatjana Kmirova       | Dinamo Volgograd  |
| Olga Černoivanenko    | Lada Togliatti    |
| Jevgenij Trefilov     |                   |

### Hrvatska
| Ime i prezime           | Klub       |
| ----------------------- | ---------- |
| Jelena Grubišić         | Krim       |
| Ivana Jelčić            | Podravka   |
| Maja Zebić              | Itxako     |
| Nikica Pušić-Koroljević | Podravka   |
| Anita Gaće              | Podravka   |
| Dijana Jovetić          | Budućnost  |
| Vesna Milanović-Litre   | Podravka   |
| Andrea Šerić            | Krim       |
| Andrea Penezić          | Krim       |
| Kristina Franić         | Krim       |
| Lidija Horvat           | Podravka   |
| Ivana Lovrić            | Samobor    |
| Sonja Bašić             | Lokomotiva |
| Miranda Tatari          | Podravka   |
| Maida Arslanagić        | KIF Vejen  |
| Vladimir Canjuga        |            |

### Ujedinjeno Kraljevstvo
| Ime i prezime                    | Klub         |
| -------------------------------- | ------------ |
| Sarah Hargreaves                 | Slagelse FH  |
| Holly Lam-Moores                 | bez kluba    |
| Zoe van der Weel                 | bez kluba    |
| Nina Heglund                     | bez kluba    |
| Lynn McCafferty                  | bez kluba    |
| Louise Jukes                     | bez kluba    |
| Britt Goodwin                    | bez kluba    |
| Kelsi Fairbrother                | Team Esbjerg |
| Lyn Byl                          | bez kluba    |
| Yvonne Leuthold                  | bez kluba    |
| Laura Innes                      | bez kluba    |
| Ewa Palies                       | bez kluba    |
| Kathryn Fudge                    | bez kluba    |
| Jane Mayes                       | bez kluba    |
| Marie Gerbron                    | bez kluba    |
| Jesper Holmris i Vigdis Holmeset |              |

### Brazil
| Ime i prezime           | Klub            |
| ----------------------- | --------------- |
| Chana Masson            | Randers HK      |
| Fabiana Diniz           | Hypo            |
| Alexandra do Nascimento | Hypo            |
| Samira Rocha            | Hypo            |
| Daniela Piedade         | Krim            |
| Fernanda da Silva       | Hypo            |
| Ana Paula Rodrigues     | Hypo            |
| Jéssica Quintino        | A.D. Blumenau   |
| Silvia Pinheiro         | Toulon St-Cyr   |
| Mayssa Pessoa           | Issy-Paris Hand |
| Eduarda Amorim          | Győri Audi      |
| Francine Moraes         | Hypo            |
| Mayara Moura            | Hypo            |
| Jaqueline Asastacio     | Gjøvik HK       |
| Deonise Cavaleiro       | Hypo            |
| Morten Soubak           |                 |

### Angola
| Ime i prezime    | Klub           |
| ---------------- | -------------- |
| Cristina Direito | bez kluba      |
| Azenaide Carlos  | 1º de Agosto   |
| Isabel Guialo    | bez kluba      |
| Nair Almeida     | bez kluba      |
| Neide Barbosa    | Petro Atlético |
| Natalia Bernardo | Petro Atlético |
| Ana Barros       | bez kluba      |
| Carolina Morais  | 1º de Agosto   |
| Magda Cazanga    | Petro Atlético |
| Marta Santos     | Petro Atlético |
| Joelma Viegas    | 1º de Agosto   |
| Luisa Kiala      | Petro Atlético |
| Marcelina Kiala  | bez kluba      |
| Edith Mbunga     | bez kluba      |
| Isabel Fernandes | Petro Atlético |
| Vivaldo Eduardo  |                |

## Skupina B

### Norveška
| Ime i prezime                 | Klub            |
| ----------------------------- | --------------- |
| Kari Aalvik Grimsbø           | Team Esbjerg    |
| Karoline Næss                 | Stabæk Håndball |
| Ida Alstad                    | Byåsen HE       |
| Heidi Løke                    | Győri Audi      |
| Tonje Nøstvold                | Byåsen HE       |
| Karoline Dyhre Breivang       | Larvik HK       |
| Kristine Lunde-Borgersen      | IK Våg          |
| Kari Mette Johansen           | Larvik HK       |
| Marit Malm Frafjord           | Viborg HK       |
| Linn Jørum Sulland            | Larvik HK       |
| Katrine Lunde Haraldsen       | Győri Audi      |
| Linn-Kristin Riegelhuth Koren | Larvik HK       |
| Gøril Snorroeggen             | Team Esbjerg    |
| Amanda Kurtović               | Larvik HK       |
| Camilla Herrem                | Byåsen HE       |
| Thorir Hergeirsson            |                 |

### Španjolska
| Ime i prezime      | Klub            |
| ------------------ | --------------- |
| Andrea Barnó       | SD Itxako       |
| Carmen Martín      | SD Itxako       |
| Nely Carla Alberto | Le Havre AC     |
| Beatriz Fernández  | Bera Bera BM    |
| Verónica Cuadrado  | Randers HK      |
| Marta Mangué       | Zaječar         |
| Macarena Aguilar   | SD Itxako       |
| Silvia Navarro     | SD Itxako       |
| Jessica Alonso     | SD Itxako       |
| Elisabet Chávez    | BM Sagunto      |
| Elisabeth Pinedo   | Bera Bera BM    |
| Begoña Fernández   | SD Itxako       |
| Vanessa Amorós     | CB Mar Alicante |
| Patricia Elorza    | Bera Bera BM    |
| Mihaela Ciobanu    | BM Alcobendas   |
| Jorge Dueñas       |                 |

### Danska
| Ime i prezime       | Klub                |
| ------------------- | ------------------- |
| Mette Melgaard      | Randers HK          |
| Susan Thorsgaard    | Midtjylland         |
| Mie Augustesen      | Thüringer HC        |
| Camilla Dalby       | Randers HK          |
| Christina Krogshede | Frederiksberg IF    |
| Karin Mortensen     | Frederiksberg IF    |
| Pernille Larsen     | Viborg HK           |
| Christina Pedersen  | Frederiksberg IF    |
| Louise Burgaard     | Team Tvis Holstebro |
| Line Jørgensen      | Midtjylland         |
| Trine Troelsen      | Midtjylland         |
| Ann Grete Nørgaard  | Team Tvis Holstebro |
| Berit Kristensen    | Randers HK          |
| Rikke Skov          | Viborg HK           |
| Louise Spellerberg  | Midtjylland         |
| Jan Pytlick         |                     |

### Francuska
| Ime i prezime         | Klub          |
| --------------------- | ------------- |
| Blandine Dancette     | HBC Nîmes     |
| Nina Kamto Njitam     | Metz Handball |
| Camille Ayglon        | HBC Nîmes     |
| Allison Pineau        | Metz Handball |
| Claudine Mendy        | Metz Handball |
| Paule Baudouin        | Metz Handball |
| Sophie Herbrecht      | HBC Nîmes     |
| Amandine Leynaud      | Metz Handball |
| Marie-Paule Gnabouyou | Toulon HB     |
| Cléopâtre Darleux     | Arvor 29      |
| Siraba Dembele        | Toulon HB     |
| Audrey Deroin         | Toulon HB     |
| Raphaëlle Tervel      | SD Itxako     |
| Mariama Signate       | Issy Paris HB |
| Alexandra Lacrabère   | Arvor 29      |
| Olivier Krumbholz     |               |

### Švedska
| Ime i prezime           | Klub          |
| ----------------------- | ------------- |
| Ulrika Ågren            | Team Esbjerg  |
| Tina Flognman           | Toulon HB     |
| Matilda Boson           | Spårvägens HF |
| Hanna Fogelström        | IK Sävehof    |
| Therese Islas Helgesson | Toulon HB     |
| Jamina Roberts          | IK Sävehof    |
| Annika Wiel Fredén      | BK Heid       |
| Gabriella Kain          | KIF Kolding   |
| Johanna Ahlm            | Viborg HK     |
| Cecilia Grubbström      | IK Sävehof    |
| Linnea Torstenson       | Midtjylland   |
| Johanna Wiberg          | Eslövs IK     |
| Isabelle Gulldén        | Viborg HK     |
| Jessica Helleberg       | Team Esbjerg  |
| Anna-Maria Johansson    | Skövde HF     |
| Per Johansson           |               |

### Južna Koreja
| Ime i prezime | Klub               |
| ------------- | ------------------ |
| Džung Dži-Hae | Samcheok Handball  |
| Džu Hui       | Daegu Handball     |
| Vu Sun-Hi     | Samcheok Handball  |
| Kim On-A      | Incheon Handball   |
| Džung Ju-Ra   | Daegu Handball     |
| Gvon Han-Na   | Seoul handball     |
| Kim Ča-Joun   | Omron handball     |
| Li Mi-Đeong   | Seoul handball     |
| Rju Eun-Hi    | Incheon Handball   |
| Mun Kjeong-Ha | Gyeongnam handball |
| Kim Čeong-Šim | SK Lubricant       |
| Sim Hae-In    | Samcheok Handball  |
| Čo Im-Džeong  | Daegu Handball     |
| Džo Hjo-Bi    | Incheon Handball   |
| Li Eun-Bi     | Busan handball     |
| Kang Džae-Von |                    |